# Saison 2021 de l'équipe cycliste Alpecin-Fenix
La saison 2021 de l'équipe cycliste Alpecin-Fenix est la treizième de cette équipe.

## Coureurs et encadrement technique

### Arrivées et départs
| Coureur           | Provenance                 | Durée contrat |
| ----------------- | -------------------------- | ------------- |
| Edward Anderson   | Hagens Berman Axeon        | 2021          |
| Tobias Bayer      | Tirol-KTM                  | 2021-2022     |
| Laurens De Vreese | Astana                     | 2021          |
| Silvan Dillier    | AG2R La Mondiale           | 2021          |
| Xandro Meurisse   | Circus-Wanty Gobert        | 2021-2022     |
| Jasper Philipsen  | UAE Emirates               | 2021-2022     |
| Edward Planckaert | Sport Vlaanderen-Baloise   | 2021          |
| Lionel Taminiaux  | Bingoal-Wallonie Bruxelles | 2021-2023     |
| Julien Vermote    | Cofidis                    | 2021          |
| Jay Vine          | Nero Continental           | 2021          |

| Coureur             | Nouvelle équipe           | Durée contrat |
| ------------------- | ------------------------- | ------------- |
| Antoine Benoist     | Alpecin-Fenix Development | 2021          |
| Ryan Cortjens       | Alpecin-Fenix Development | 2021          |
| Petter Fagerhaug    |                           |               |
| Samuel Gaze         | Alpecin-Fenix Development | 2021          |
| Lasse Norman Hansen | Qhubeka Assos             | 2021          |
| Mees Hendrikx       | Alpecin-Fenix Development | 2021          |
| Timo Kielich        | Alpecin-Fenix Development | 2021          |
| Lubomír Petruš      | Alpecin-Fenix Development | 2021          |
| Loris Rouiller      | Alpecin-Fenix Development | 2021          |
| Niels Vandeputte    | Alpecin-Fenix Development | 2021          |

### Effectif actuel
| Coureur              | Date de Nais.              | Equipe en 2020      | Cont. |
| -------------------- | -------------------------- | ------------------- | ----- |
| Edward Anderson      | 18 avril 1998 (23 ans)     | Hagens Berman Axeon | 2021  |
| Tobias Bayer         | 17 novembre 1999 (22 ans)  | Tirol-KTM           | 2023  |
| Dries De Bondt       | 4 juillet 1991 (30 ans)    | Alpecin-Fenix       | 2023  |
| Floris De Tier       | 20 janvier 1992 (31 ans)   | Alpecin-Fenix       | 2021  |
| Laurens De Vreese    | 29 septembre 1988 (33 ans) | Astana              | 2021  |
| Silvan Dillier       | 3 août 1990 (31 ans)       | AG2R La Mondiale    | 2023  |
| Roy Jans             | 15 septembre 1990 (31 ans) | Alpecin-Fenix       | 2021  |
| Jimmy Janssens       | 30 mai 1989 (32 ans)       | Alpecin-Fenix       | 2022  |
| Alexander Krieger    | 28 novembre 1991 (30 ans)  | Alpecin-Fenix       | 2023  |
| Senne Leysen         | 18 mars 1996 (25 ans)      | Alpecin-Fenix       | 2023  |
| Marcel Meisen        | 8 janvier 1989 (32 ans)    | Alpecin-Fenix       | 2021  |
| Tim Merlier          | 30 octobre 1992 (29 ans)   | Alpecin-Fenix       | 2022  |
| Xandro Meurisse      | 31 janvier 1992 (29 ans)   | Circus-Wanty Gobert | 2022  |
| Sacha Modolo         | 18 juin 1987 (34 ans)      | Alpecin-Fenix       | 2021  |
| Jasper Philipsen     | 2 mars 1998 (23 ans)       | UAE Emirates        | 2022  |
| Edward Planckaert    | 1er février 1995 (26 ans)  | Alpecin-Fenix       | 2023  |
| Alexandar Richardson | 30 avril 1990 (31 ans)     | Alpecin-Fenix       | 2021  |

| Coureur              | Date de Nais.             | Equipe en 2019             | Cont. |
| -------------------- | ------------------------- | -------------------------- | ----- |
| Jonas Rickaert       | 7 février 1994 (27 ans)   | Alpecin-Fenix              | 2025  |
| Oscar Riesebeek      | 23 décembre 1992 (29 ans) | Alpecin-Fenix              | 2023  |
| Kristian Sbaragli    | 8 mai 1990 (31 ans)       | Alpecin-Fenix              | 2023  |
| Diether Sweeck       | 17 décembre 1993 (28 ans) | Alpecin-Fenix              | 2021  |
| Lionel Taminiaux     | 21 mai 1996 (25 ans)      | Bingoal-Wallonie Bruxelles | 2023  |
| Scott Thwaites       | 12 février 1990 (31 ans)  | Alpecin-Fenix              | 2021  |
| Ben Tulett           | 26 août 2001 (20 ans)     | Alpecin-Fenix              | 2021  |
| Petr Vakoč           | 11 juillet 1992 (29 ans)  | Alpecin-Fenix              | 2021  |
| David van der Poel   | 15 juin 1992 (29 ans)     | Alpecin-Fenix              | 2023  |
| Mathieu van der Poel | 19 janvier 1995 (26 ans)  | Alpecin-Fenix              | 2025  |
| Otto Vergaerde       | 15 juillet 1994 (27 ans)  | Alpecin-Fenix              | 2021  |
| Gianni Vermeersch    | 19 novembre 1992 (29 ans) | Alpecin-Fenix              | 2021  |
| Julien Vermote       | 26 juillet 1989 (31 ans)  | Cofidis                    | 2021  |
| Louis Vervaeke       | 6 octobre 1993 (28 ans)   | Alpecin-Fenix              | 2021  |
| Jay Vine             | 16 novembre 1995 (26 ans) | Nero Continental           | 2023  |
| Philipp Walsleben    | 19 novembre 1987 (34 ans) | Alpecin-Fenix              | 2021  |

## Champions nationaux, continentaux et mondiaux
| Date         | Course                                          | Maillot | Coureurs       | Pays     | Lieu     |
| ------------ | ----------------------------------------------- | ------- | -------------- | -------- | -------- |
| 19 juin 2021 | Championnats d'Autriche du contre-la-montre U23 |         | Tobias Bayer   | Autriche | Kufstein |
| 20 juin 2021 | Championnats de Suisse sur route                |         | Silvan Dillier | Suisse   |          |